# Johann Horn (Feldwebel)

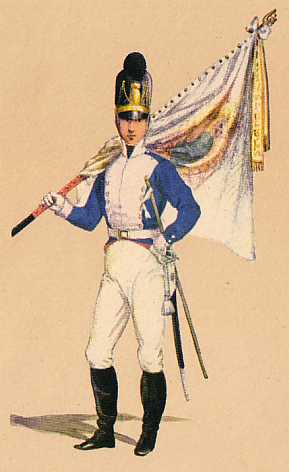
Pfalz-Bayerischer Fahnenträger-Feldwebel, 1800. So dürfte auch Johann Horn uniformiert gewesen sein.

Johann Horn (* ca. 1770 in Appenheim; † 1. August 1800 in Ulm) war ein Feldwebel, der im Jahr 1799 für seine Tapferkeit bei Obrigheim am Neckar mit der Bayerischen Tapferkeitsmedaille in Gold, dem höchsten bayerischen Tapferkeitsorden für Mannschaften und Unteroffiziere, ausgezeichnet wurde. Nach seinem Tod wurde sie im Gedenken an ihn vom Truppenkommandeur (dem späteren Feldmarschall) Fürst Karl Philipp von Wrede mit kurfürstlicher Sondergenehmigung an der Bataillonsfahne befestigt. Seine Medaille war die einzige persönliche Auszeichnung, die je eine bayerische Truppenfahne zierte.

## Die bayerische Tapferkeitsmedaille
Die Bayerische Tapferkeitsmedaille hatte Kurfürst Karl Theodor 1794 unter der Bezeichnung „Militär-Verdienstmedaille“, als höchste Auszeichnung für seine nicht im Offiziersrang stehenden Soldaten, in einer Gold- und Silberausführung gestiftet. Neben der dauerhaft damit verbundenen Belohnung des doppelten Soldes genossen die Ausgezeichneten enormes gesellschaftliches Ansehen; z. B. mussten die Schildwachen der Kasernen vor ihnen präsentieren, auch wenn es sich nur um einfache Soldaten oder Zivilisten mit der angelegten Medaille handelte. 1918 erhielt der Orden die offizielle Bezeichnung „Bayerische Tapferkeitsmedaille“, zuvor nur ihr volkstümlicher Name.
In den beiden Koalitionskriegen gegen Frankreich (1792–1801) hatte man – einschließlich der Auszeichnung Johann Horns – lediglich 34 goldene Tapferkeitsmedaillen vergeben. Im Ersten Weltkrieg, als man die meisten verlieh, erhielten die Goldstufe, die auch Horn besaß, nur 998 Soldaten. Die Verleihungen endeten mit Abschaffung der Monarchie, der Orden der Bayerischen Tapferkeitsmedaille blieb als Körperschaft öffentlichen Rechtes bestehen. Nach dem Gesetz über Titel, Orden und Ehrenzeichen von 1957, wurde die Bayerische Tapferkeitsmedaille als einer der höchsten Deutschen Kriegsorden anerkannt und den damals noch lebenden Inhabern fortan ein monatlicher Ehrensold von 50 DM bezahlt; im Todesfall entsandte die Bundeswehr eine Ehrenabordnung, die den Orden bei der Beerdigung auf einem Kissen voran trug. 1969 beim 175-jährigen Stiftungsjubiläum lebten noch 760 Träger der hohen Dekoration.

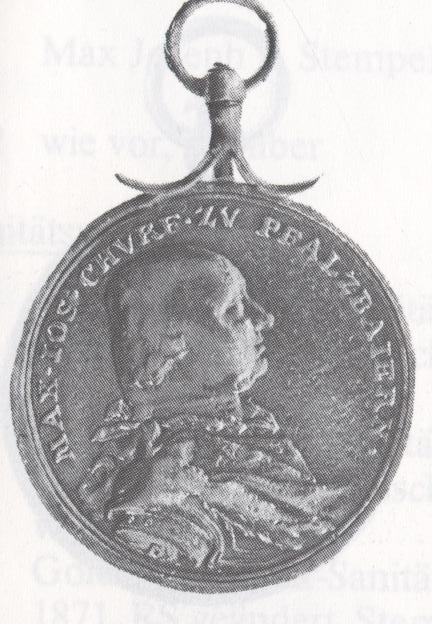
Bayerische Tapferkeitsmedaille Vorderseite, 1799, dieses Modell bekam Johann Horn verliehen
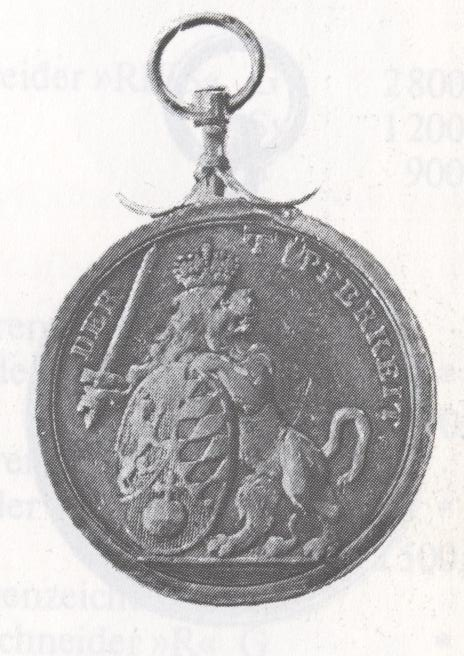
Bayerische Tapferkeitsmedaille Rückseite, 1799, dieses Modell bekam Johann Horn verliehen
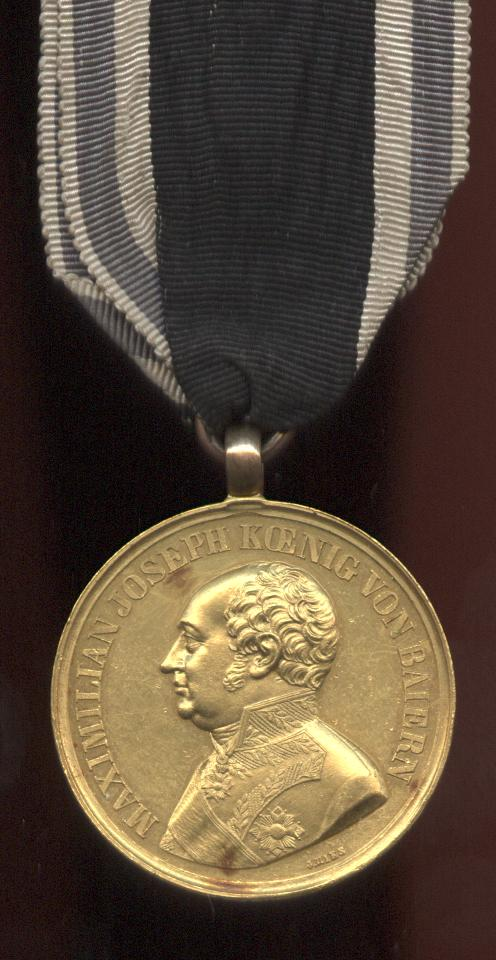
Bayerische Tapferkeitsmedaille, letztes Modell, Vorderseite.
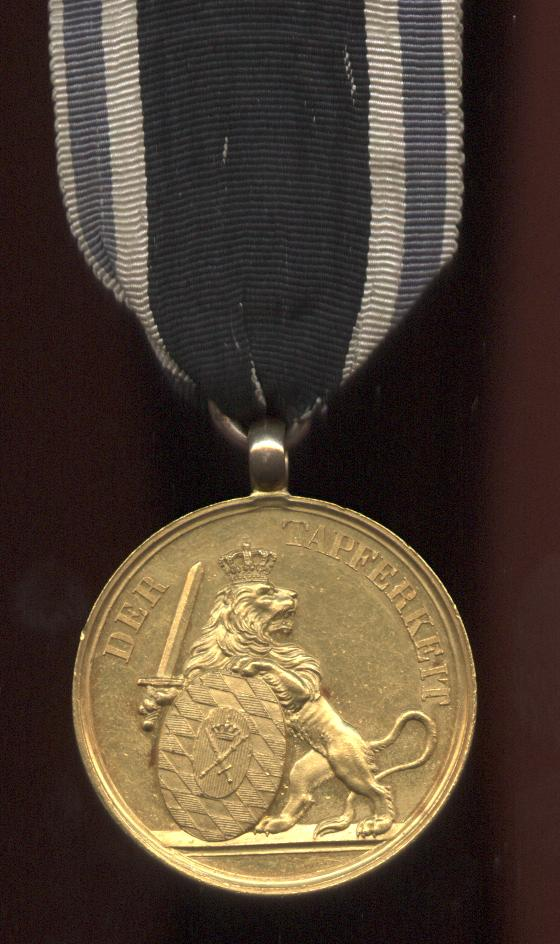
Bayerische Tapferkeitsmedaille, letztes Modell, Rückseite.

## Historischer Hintergrund
Die junge französische Republik verbreitete mit großem missionarischem Eifer ihre Ideen von „Freiheit-Gleichheit-Brüderlichkeit“. Bereits im Ersten Koalitionskrieg (1792–97) fielen ihrer Expansionslust die deutschen Gebiete links des Rheins zum Opfer, wodurch jener Landstrich zum Kriegsschauplatz mit all seinen schrecklichen Folgen wurde. Nach wechselndem Kriegsglück blieb der linksrheinische Teil der Kurpfalz schließlich ab 1797 in französischer Hand. Kurfürst Carl Theodor von der Pfalz, der 1777 auch Bayern geerbt hatte und fortan über beide Länder regierte, starb am 16. Februar 1799. Pfalzgraf Max IV. Joseph von Pfalz-Zweibrücken-Birkenfeld trat seine Nachfolge als pfälzisch-bayerischer Kurfürst an; er sollte 1806 unter dem Namen Max I. Joseph der erste König von Bayern werden. Die unmittelbare Heimat und große Landesteile des neuen Kurfürsten standen bei seinem Regierungsantritt fest unter französischer Besatzung. Von seiner Kurpfalz war ihm allein der rechtsrheinische Teil um Mannheim und Heidelberg geblieben.
Trotz laufender Friedensverhandlungen überschritten die Franzosen völlig unerwartet, am 1. März 1799 bei Mannheim und Kehl den Rhein, um den Krieg nun auch in das rechtsrheinische Deutschland zu tragen (Zweiter Koalitionskrieg). Die Grenzwehr bestand hier aus österreichischen und bayerischen Truppen, die beim französischen Einmarsch überrascht aus ihren Winterquartieren aufschreckten. Eilends wurden Einheiten zusammengerafft, umformiert und neu aufgestellt. Selbstverständlich taten in der bayerischen Armee viele Soldaten aus dem kurpfälzischen Landesteil Dienst, auch solche aus dem linksrheinischen, schon jahrelang feindlich besetzten Gebiet, wozu das heute rheinhessische Appenheim gehörte.

## Johann Horns Leben
Einer dieser bayerischen Soldaten war Johann Horn aus dem linksrheinischen, damals kurpfälzischen Dörfchen Appenheim bei Bingen. Horn diente als Feldwebel in der Leibkompanie des im Sommer 1799 neu gebildeten pfalz-bayerischen Infanterie-Bataillons „Wrede“, das sich nach alten Dokumenten hauptsächlich aus „pfälzischen Beurlaubten (Reservisten), Depotmannschaften (Etappentruppen) und begnadigten Deserteuren“ zusammensetzte. Dieses Bataillon kämpfte bis März 1800 selbstständig an Rhein und Neckar unter dem Befehl von Oberst Freiherr Carl Philipp von Wrede, dem späteren Feldmarschall, dessen Denkmal in der Münchner Feldherrnhalle steht. Am 4. November 1799 griff das Bataillon Wrede im Verein mit österreichischen Truppen bei Obrigheim am Neckar die in diesem Dorf verschanzten Franzosen an. Die Bayern setzten in heftigem Feuer über den Fluss und stürmten den Ort. Unterlagen des bayerischen Kriegsarchivs berichten dazu:

„Bei dieser Gelegenheit zeichnete sich besonders der Feldwebel Johann Horn aus Appenheim, Kreis Bingen aus, indem er zuerst mit seinem Zuge unter dem feindlichen Feuer den Neckar passierte und schließlich an dessen Spitze in die linke Flanke des Dorfes Obrigheim eindrang.“

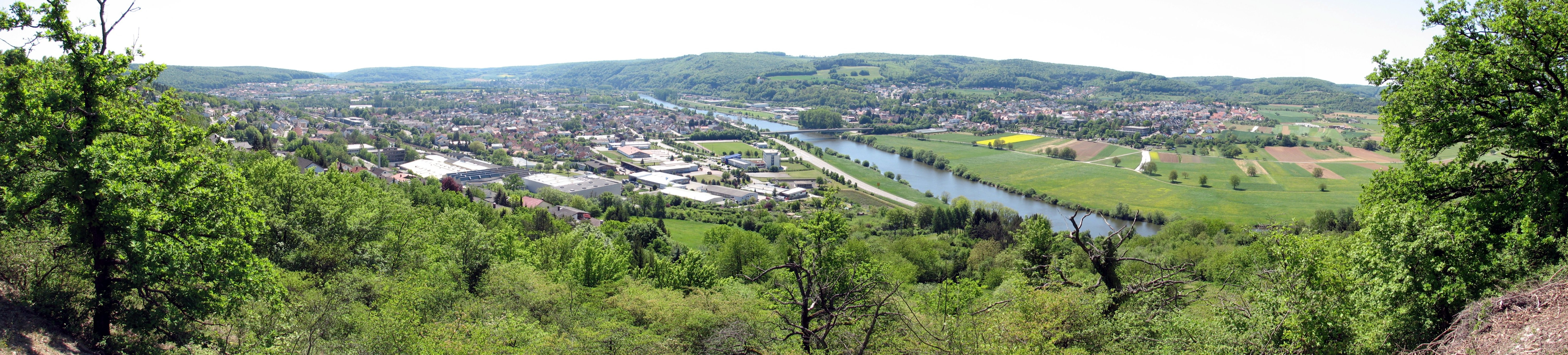
Der Neckar bei Obrigheim (rechts); für den Flussübergang an dieser Stelle erhielt Johann Horn seine Tapferkeitsmedaille

Für sein unerschrockenes Verhalten erhielt Horn die Bayerische Tapferkeitsmedaille in Gold, im Unteroffiziersrang der höchste erreichbare Kriegsorden seines Landes.
Johann Horn konnte sich nicht lange an seiner Auszeichnung erfreuen. Die österreichisch-bayerischen Truppen in Süddeutschland erlitten starke Verluste. Das Bataillon Wrede kam zum bayerischen „Subsidien-Corps“, welches, angeführt von Generalleutnant Christian Freiherr von Zweibrücken, der österreichischen Armee von Generalfeldzeugmeister Paul Kray von Krajowa unterstand. Bei Kämpfen im württembergisch-schwäbischen Raum brachten ihnen die Revolutionstruppen im Jahre 1800 eine Reihe von Niederlagen bei, was schließlich zum Durchbruch der Franzosen nach Bayern und zur Besetzung Münchens führte. Max IV. Joseph musste am 24. August 1801 im Frieden von Paris endgültig auf die linksrheinische Kurpfalz verzichten. Österreich (d. h. der deutsche Kaiser) folgte im selben Jahr im Friede von Lunéville auch seinerseits mit der Verzichtserklärung auf alle linksrheinischen Landesteile. Damit war der Zweite Koalitionskrieg in Deutschland beendet.

Horn hatte den letzten Teil jenes Krieges bereits nicht mehr erlebt. Die Schlacht bei Memmingen am 10. Mai 1800 war seine letzte. In ihr fiel den bayerischen Verbänden die Aufgabe zu, die Vereinigung zweier französischer Heeresgruppen unweit der Stadt zu verhindern, um den dort befindlichen Österreichern den Rückzug in die Festung Ulm zu ermöglichen. Karl Gemmingers „Bayerisches Thatenbuch“ berichtet 1830 in folgenden Worten darüber:

„Die Aufgabe war um so schwieriger, da die pfalzbayerische Brigade an Mannschaft sehr geschwächt, in ununterbrochenen Hin- u. Herzügen, Nachtwachen und Gefechten äußerst erschöpft, es mit einem zwölf mal überlegenen Feind aufnehmen sollte. Schon mittags um 12 Uhr begann der Angriff mit wüthendem Ungestüm. Die Bayern, im Bewußtsein, von der Dauer ihres Widerstandes hänge die Rettung des ganzen österreichischen Heeres ab, entfalteten abwechselnd in der Vertheidigung wie im Angriff eine heldenmüthige Tapferkeit, durch welche sie den kühnen, vielfach überlegenen Feind, bis nachts um 10 Uhr aufhielten und ihre Stellungen unbeweglich behaupteten. Der Rückzug der Österreicher nach Ulm, in die dortigen Verschanzungen, wohin auch Wrede seine Tapferen führte, ward dadurch gedeckt und glücklich vollbracht.“

Bei diesen Kämpfen erlitt Johann Horn schwere Verwundungen, als er mit angelegter Medaille, die Fahne in der Hand, seinem Bataillon im Gefecht voran stürmte. Er erholte sich nicht mehr davon und starb daran. Die im bayerischen Kriegsarchiv vorhandenen Löhnungslisten führen Horn ab 11. Mai bis zu seinem darin vermerkten Todestag am 1. August 1800, als dauerhaft „lazarettkrank“ (Archivalien des 3. Inf. Rgts, Band 37).

## Horns Medaille

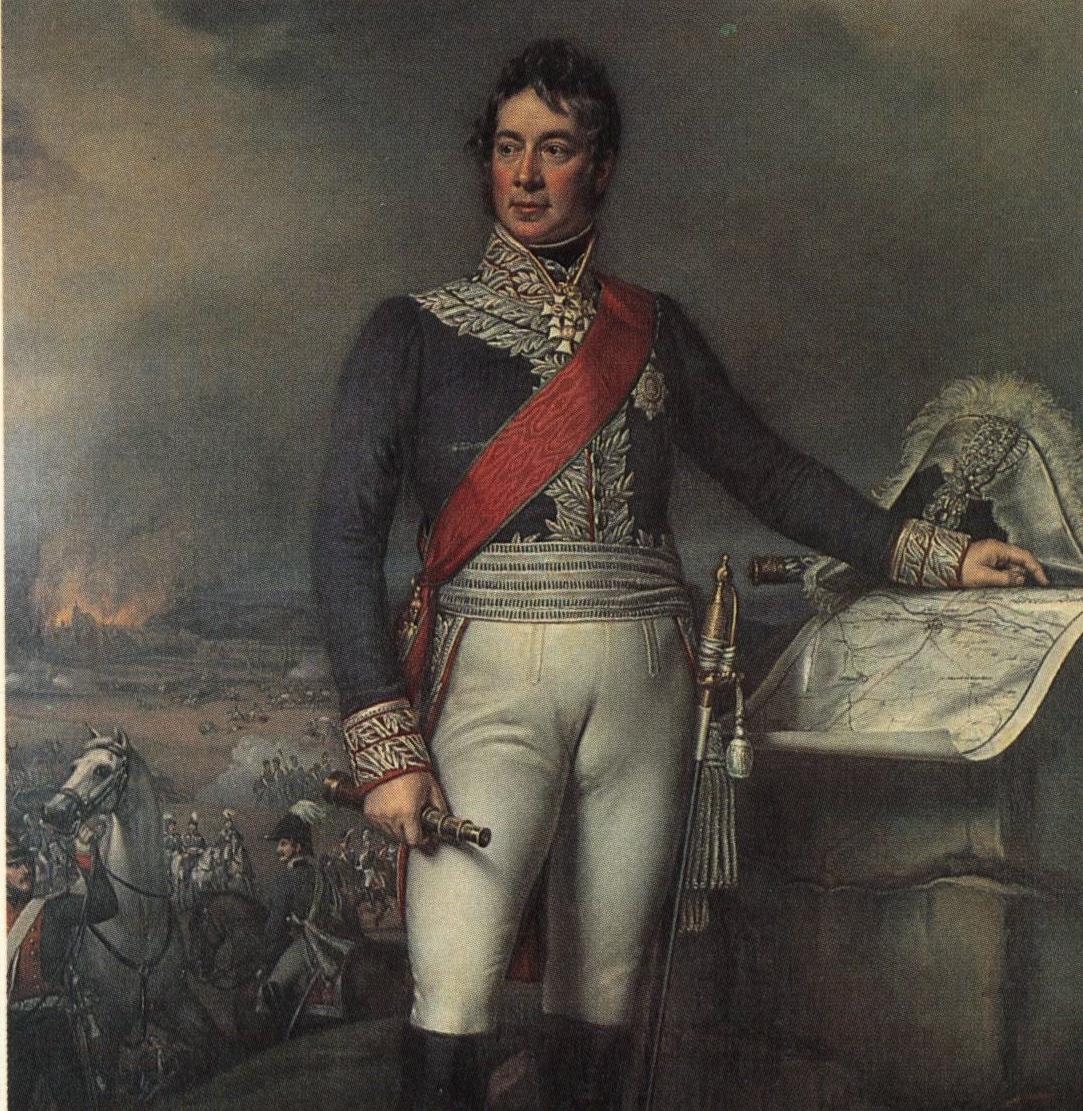
Feldmarschall Fürst Karl Philipp von Wrede schätzte seinen Feldwebel Johann Horn so sehr, dass er den Kurfürsten bat, dessen Tapferkeitsmedaille ausnahmsweise an der Bataillonsfahne befestigen zu dürfen.

Freiherr von Wrede, inzwischen zum Generalmajor und Brigadekommandeur avanciert, besaß eine solch hohe Meinung von seinem wackeren Feldwebel, dass er den Kurfürsten um die Ausnahmegenehmigung ersuchte, zur fortwährenden Erinnerung an Johann Horn dessen goldene Tapferkeitsmedaille an der bei seiner todbringenden Verwundung von ihm getragenen Bataillonsfahne befestigen zu dürfen. Die Sondererlaubnis hierzu erging am 26. August 1801. Das Bataillon nannte sich schon seit 30. März 1800 nicht mehr „Wrede“, sondern „Zoller“ und bildete seit 25. Juni 1801 das 1. Bataillon des neu formierten 3. Bayerischen Infanterie-Regiments, das später den Namen „Regiment Prinz Karl von Bayern“ führte und in Augsburg garnisoniert war. An der Fahne jenes 1. Bataillons des 3. Bayerischen Infanterie-Regiments befestigte man daher Horns Tapferkeitsmedaille.
1809 sah sie in den Tiroler Bergen Andreas Hofers Freischaren erbittert gegen die bayerischen Besatzer kämpfen. 1812 spiegelten sich in ihr die Eiswüsten von Russland, wohin sie die Bayern als Waffenbrüder Frankreichs zusammen mit der Truppenfahne getragen hatten. Auf dem furchtbaren Rückzug von dort löste sich mit Napoleons „großer Armee“ auch deren bayerisches Kontingent weitgehend auf. Von seinen 52.000 Angehörigen kehrten kaum 12.000 aus Russland heim; in Lumpen, halb wahnsinnig und erfroren. Da die völlig entkräfteten Soldaten ihre Fahnen nicht mehr tragen konnten, hatte man sie auf die Kutschen des Feld-Kriegskommissariats verladen, worin sich auch die bayerische Kriegskasse befand. In einem handstreichartigen Überfall eroberten die Russen diese Wagen am 24. Oktober 1812 bei Uschatz unweit der Düna. Hierbei fielen ihnen die Kasse mit 16.000 Gulden sowie alle 22 bayerischen Bataillonsfahnen – einschließlich Horns Tapferkeitsmedaille – als Beute in die Hände. Ein herber Verlust für die Bayern, nur dadurch gemildert, dass die Feldzeichen quasi als Gepäck und nicht im offenen Kampfe verloren gingen. General von Wrede meldet darüber am 30. Oktober 1812 aus Danielowitschi an den König: „Der Feind fiel über die Kriegs-Casse und Bagagen her und nahm die in der Casse eingepackten Fahnen, über deren Eroberung er sich freilich nicht rühmen kann, weil er sie in der Kriegs-Casse fand und nicht mit den Waffen in der Hand nahm.“

Nach der Rückkehr aus Russland mussten für die Einheiten neue Feldzeichen angeschafft werden und am 31. Juli 1813 schmückte man im Gedenken an Johann Horn die ersetzte Bataillonsfahne wieder mit einer goldenen Tapferkeitsmedaille. Bayerische Soldaten führten die Fahne mit Horns Dekoration in die Gefechte der Befreiungskriege 1813–15 und des deutsch-deutschen Krieges 1866. Sie wehte 1870/71 auf den Schlachtfeldern von Sedan, Orlèans und Paris; 

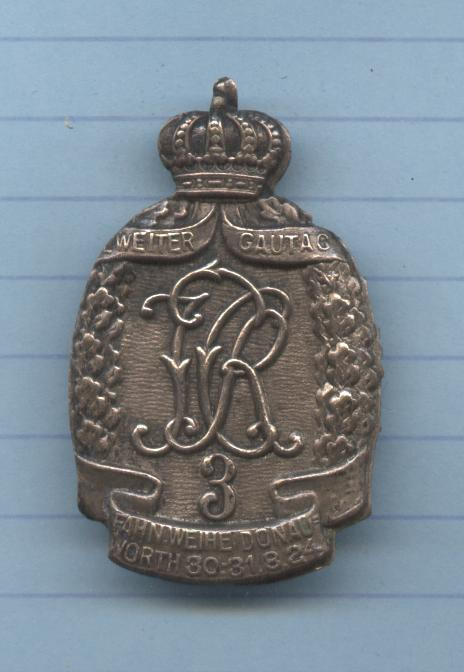
Erinnerungsabzeichen zur Wiedersehensfeier des 3. Bay. Inf. Rgts., 1924, mit der Chiffre „IRC 3“ (Infanterie Regiment Prinz Carl Nr. 3)

 1914/18 bei Badonviller, Saarburg, Nancy-Epinal, an der Somme, bei Lemberg, Cholm, vor Verdun, in Rumänien am Roten-Turm-Pass u. in der Weihnachtsschlacht von Rimnicul-Sarat, in der Champagne, sowie am Kemmelberg in Flandern. Nach der Auflösung der bayerischen Armee am 5. Mai 1919 erhielt das Feldzeichen mit Horns Orden einen Ehrenplatz im Bayerischen Armeemuseum zu München (heutige Staatskanzlei); bei der Verlagerung dieses Museums nach Ingolstadt kam es ebenfalls dorthin. Die Festschrift zum 175. Stiftungsjubiläum der Bayerischen Tapferkeitsmedaille konstatiert 1969 (Seite 8), Johann Horns Medaille sei noch immer an der alten Truppenfahne befestigt. Auf Anfrage  teilte das Bayerische Armeemuseum 2005 mit, die Fahne hänge zwar im dortigen Fahnensaal, von dem Orden fehle allerdings jede Spur. Offenbar wurde das wertvolle Stück zwischenzeitlich abgenommen und – in Unkenntnis seiner besonderen Bedeutung – separat in den Fundus des Museums eingereiht. Vermutlich ist es eine jener goldenen Tapferkeitsmedaillen, die heute in der Ordenssammlung des Hauses ausgestellt sind.
Johann Horns Geschichte fand in einer kurzen Schilderung Eingang in das 1898 publizierte Gedenkwerk „Der bayerische Soldat im Felde“ (Band 1, Seiten 85/86), das Ruhmestaten bayerischer Soldaten aus den Jahren 1793 bis 1871 festhält. In der Festschrift zum 175-jährigen Stiftungsjubiläum der Bayerischen Tapferkeitsmedaille (München 1969) ist das Anbringen von Horns Auszeichnung an einem bayerischen Feldzeichen als einziger derartiger Präzedenzfall angeführt, ohne auf die Umstände der Verleihung einzugehen.